# Northrop P-61 Black Widow
El Northrop P-61 Black Widow (en español: Viuda Negra) fue el primer avión militar estadounidense en estado operacional diseñado específicamente para usar el radar en combate nocturno. El Black Widow era un avión bimotor con cola de doble empenaje completamente metálico que fue utilizado como caza nocturno por las Fuerzas Aéreas del Ejército de los Estados Unidos en el teatro europeo, en la guerra del Pacífico y en el frente del Mediterráneo durante la Segunda Guerra Mundial. Reemplazó a anteriores aviones de caza nocturnos de diseño británico que habían sido preparados para incorporar el radar cuando este estuvo disponible.

## Desarrollo y diseño

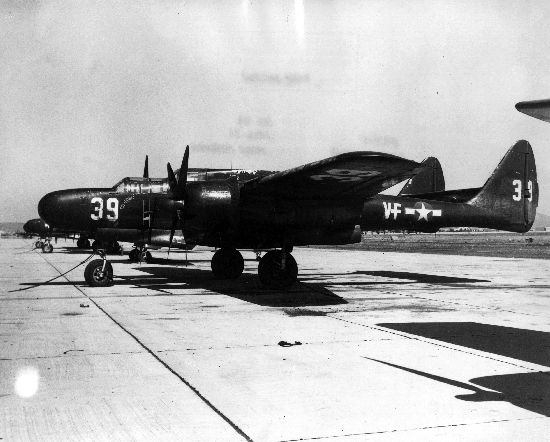
Northrop F2T-1N Black Widow.

El Northrop P-61 Black Widow fue considerado un avión de un tamaño poco usual para el tipo de misiones para lo cual fue concebido, su tripulación constaba de tres hombres: un piloto, un radarista y un artillero de cola. La disposición de la tripulación era poco frecuente, ya que se sentaban en tándem en diferentes niveles para facilitar las operaciones individuales de cada miembro de la tripulación. Con una larga cola de doble empenaje, con dos timones de deriva unidos a un amplio estabilizador horizontal, el P-61 tenía un tamaño y aspecto muy imponente.
Se accedía al interior al abrirse una compuerta pequeña en el piso detrás del puesto del piloto, una vez abierta la compuerta del tren delantero. Su armamento era muy contundente, en la zona dorsal contaba con una torreta radiocontrolada de forma de semidomo achatado con 4 ametralladoras de 12,7 mm, además de 4 cañones automáticos de 20 mm en el fuselaje ventral con salida lateral y 4 bombas de 725 kg. Como aviónica, estaba dotado de un radar de búsqueda SCR-720 (AI Mk.X), situado en el morro y un radar posterior de alerta SCR-695. Tanto el artillero de cola, como el radarista, estaban dotados de miras ópticas con visión nocturna. Una de las características del Black Widow era su panorámica y aerodinámica cabina acristalada, tanto en la parte frontal como trasera, aunque el cono acristalado trasero era propenso a fisuras en vuelos a alta velocidad. Poseía flaps ranurados y alerones retráctiles que le confirieron notables características de vuelo rasante. Generalmente estaban pintados en negro mate o en color oliva suave. Como casi todos los aviones de guerra estadounidenses, el P-61 no escapó al nose art y ostentó chicas pin-up en sus fuselajes.

## Historia operacional
El P-61 fue considerado como un avión de caza nocturno muy efectivo, no obstante en el teatro europeo no obtuvo buenas valoraciones, debido a que se le consideraba un aparato lento y vulnerable a los aviones rápidos de la Luftwaffe y principalmente por ser usado en operaciones diurnas; en efecto y por cierto, al ser comparado con su similar, el bimotor británico de Havilland DH.98 Mosquito, este último avión lo superaba en velocidad, maniobrabilidad y régimen de ascenso; no así en el armamento, en el que el P-61 era un verdadero erizo artillado; fue destinado a tareas de intercepción de las bombas volantes V-1, y ataques a nudos ferroviarios y emplazamientos enemigos a partir de julio de 1944.
Sin embargo, en el teatro del Pacífico, el P-61 tuvo mejor historial y un uso más versátil al derribar aviones nipones (más lentos que sus pares alemanes) en misiones nocturnas, ataques a bases y buques y misiones de reconocimiento. El P-61 tuvo muchas dificultades técnicas (principalmente con el armamento dorsal), que fueron subsanadas en versiones posteriores; pero también tenía características de maniobrabilidad superiores en ataque a vuelo rasante, debido a su flaps ranurados y a sus alerones retráctiles. Sus tripulaciones lo consideraban un avión letal en combate nocturno. En la noche del 14 de agosto de 1945, un P-61B-2 del 548º Escuadrón de Combate Nocturno llamado Lady in the Dark fue acreditado extraoficialmente con la última victoria aérea de los Aliados antes de la rendición de Japón. El P-61 también fue modificado para crear el avión de reconocimiento aéreo Northrop F-15 Reporter para la Fuerza Aérea de los Estados Unidos.
Después de inmediatamente terminada la guerra, se cancelaron los pedidos a la Northrop y las unidades supervivientes fueron retiradas en 1952. Actualmente unos pocos ejemplares se exhiben en museos, como el Museo Dayton de Ohio.
También operaron en Birmania y China.

## Variantes
| Designación    | Cambios respecto al modelo previo |
| -------------- | --- |
| XP-61          | Los primeros dos prototipos. |
| YP-61          | Serie de preproducción, 13 construidos. |
| P-61A-1        | Primera versión de producción, motores R-2800-10 de 1491 kW (2000 hp); 45 construidos, los últimos siete sin la torreta. |
| P-61A-5        | Sin torreta, motores R-2800-65 de 1678 kW (2250 hp); 35 construidos. |
| P-61A-10       | Inyección de agua para incrementar la duración de la máxima potencia, 100 construidos. |
| P-61A-11       | Un punto fuerte bajo cada ala para bombas o depósitos de combustible, 20 construidos. |
| P-61B-1        | Morro ensanchado en 20 cm, radar de alerta de cola SCR-695, 62 construidos. |
| P-61B-2        | Puntos fuertes bajos las alas reinstalados como en el P-61A-11, 38 construidos. |
| P-61B-10       | Cuatro puntos fuertes subalares, 46 construidos. |
| P-61B-11       | Torreta reinstalada con dos ametralladoras de 12,7 mm, cinco construidos. |
| P-61B-15       | Torreta con cuatro ametralladoras de 12,7 mm, 153 construidos, la mayor producción de cualquier versión del P-61. |
| P-61B-16       | Armamento de la torreta reducido a dos ametralladoras, seis construidos. |
| P-61B-20       | Nueva torreta General Electric con cuatro ametralladoras, 84 construidos. |
| P-61B-25       | Torreta apuntada y disparada automáticamente por el radar de puntería APG-1 conectado a un ordenador analógico, seis construidos. |
| P-61C          | Motores turbo sobrealimentados R-2800-73 de 2088 kW (2800 hp), velocidad máxima incrementada a 430 mph (692 km/h) a 30 000 pies (9145 m). Sin embargo, el avión sufría de inestabilidad longitudinal con pesos superiores a 35 000 lb (15 875 kg) y de excesiva carrera de despegue de 3 mi (5 km) con peso al despegue de 40 000 lb (18 143 kg), 41 construidos, 476 más cancelados tras el fin de la guerra. |
| TP-61C         | P-61C convertidos en aviones de entrenamiento con controles duales. |
| XP-61D         | Un P-61A-5 (número 42-5559) y un P-61A-10 (número 42-5587) equipados con motores turbo sobrealimentados R-2800-14, cancelados cuando el P-61C entró en producción. |
| XP-61E         | Dos P-61B-10 (números 42-39549 y 42-39557) convertidos en escoltas diurnos de gran alcance. Los dos tripulantes se sentaban en una cabina abultada con la torreta recolocada, depósitos adicionales de combustible en lugar del puesto del operador de radar en la parte trasera del fuselaje, y cuatro ametralladoras de 12,7 mm en lugar del radar en el morro (los cañones ventrales de 20 mm también se retuvieron). El primer vuelo fue el 20 de noviembre de 1944; fue cancelado tras el fin de la guerra. El primer prototipo fue convertido en un XF-15, el segundo se perdió en un accidente al despegar el 11 de abril de 1945. |
| XP-61F         | Conversión abandonada de un P-61C al estándar XP-61E. |
| P-61G          | Dieciséis P-61B convertidos para investigación meteorológica. |
| F-15A Reporter | Variante de fotorreconocimiento con un nuevo fuselaje central con el piloto y el operador de cámaras sentados en tándem bajo una sola cubierta de burbuja, y seis cámaras en lugar del radar en el morro. Equipado con los mismos motores turbo sobrealimentados R-2800-73 que el P-61C. El primer prototipo XF-15 fue convertido desde el primer prototipo XP-61E, el segundo XF-15A fue convertido desde un P-61C (número 43-8335). El avión tenía un peso al despegue de 32 145 lb (14 580 kg) y una velocidad máxima de 440 mph (382 kn, 708 km/h). Sólo fueron construidos 36 de los 175 F-15A ordenados antes del fin de la guerra. Tras la formación de la Fuerza Aérea de los Estados Unidos en 1947, el F-15A fue redesignado RF-61C. Los F-15A fueron responsables de la mayoría de los mapas de Corea del Norte usados al comienzo de la guerra de Corea. |
| F2T-1N         | Doce P-61B de la USAAF transferidos al Cuerpo de Marines de los Estados Unidos. |

Todos los modelos y variantes del P-61 fueron producidos en la fábrica de Northrop en Hawthorne, California.

## Operadores
Datos de Virgin-widow.com
 Estados Unidos
- Fuerzas Aéreas del Ejército de los Estados Unidos
- Fuerza Aérea de los Estados Unidos

## Especificaciones (P-61B 20-NO)
Referencia datos: Jane’s Fighting Aircraft of World War II, y Northrop P-61 Black Widow.

### Características generales
- Tripulación: Dos-tres (piloto, operador de radar, y artillero opcional)
- Longitud: 15,1 m (49,6 ft)
- Envergadura: 20,1 m (66 ft)
- Altura: 4,5 m (14,7 ft)
- Superficie alar: 61,5 m² (662,3 ft²)
- Peso vacío: 10 637 kg (23 443,9 lb)
- Peso cargado: 13 471 kg (29 690,1 lb)
- Peso máximo al despegue: 16 420 kg (36 189,7 lb)
- Planta motriz: 2× motor radial de 18 cilindros en doble estrella Pratt & Whitney R-2800-65W Double Wasp.
  - Potencia: 1680 kW (2316 HP; 2285 CV) cada uno.
- Hélices: 1× Curtis Electric cuatripala por motor.
- Diámetro de la hélice: 3,72 m

### Rendimiento
- Velocidad máxima operativa (Vno): 589 km/h (366 MPH; 318 kt) a 6095 m
- Velocidad crucero (Vc): 310-345 km/h
- Alcance en combate: 2172 km (1173 nmi; 1350 mi)
- Alcance en ferry: 3060 km, con 4 depósitos de combustible externos
- Techo de vuelo: 10 600 m (34 777 ft)
- Régimen de ascenso: 12,9 m/s (2539 ft/min)
- Carga alar: 219 kg/m² (44,9 lb/ft²)
- Potencia/peso: 250 W/kg
- Capacidad de combustible:
  - Interno: 640 gal (2423 l) de gasolina AN-F-48 de 100/130 octanos
  - Externo: Hasta cuatro depósitos subalares de 625 o 1173 litros

### Armamento
- Ametralladoras: 

  - 4x Browning M2 de 12,7 mm en la torreta dorsal controlada remotamente, con 2240 cartuchos (4 cintas de 560 cartuchos)

- Cañones: 

  - 4x Hispano M2 de 20 mm montados en el fuselaje ventral, con 200 proyectiles (4 tambores de 50 proyectiles)
- Bombas: Para ataque a tierra, 4 bombas de hasta 726 kg (1600 lb) cada una o 6 cohetes HVAR de 127 mm (5 pulgadas) bajo las alas. Algunos aviones también podían llevar una bomba de 454 kg (1000 lb) bajo el fuselaje.

### Aviónica
- Radar de búsqueda SCR-720 (AI Mk.X)
- Radar posterior de alerta SCR-695

## Aeronaves relacionadas

### Desarrollos relacionados
- Northrop F-15 Reporter

### Aeronaves similares
- Heinkel He 219
- Junkers Ju 88
- Messerschmitt Bf 110
- Focke-Wulf Ta 154
- FMA I.Ae. 30 Ñancú
- Douglas P-70 Havoc
- Grumman F7F Tigercat
- Lockheed P-38 Lightning

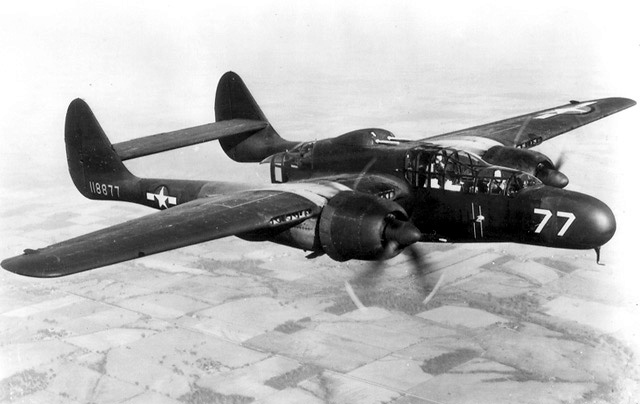
El prototipo YP-61.

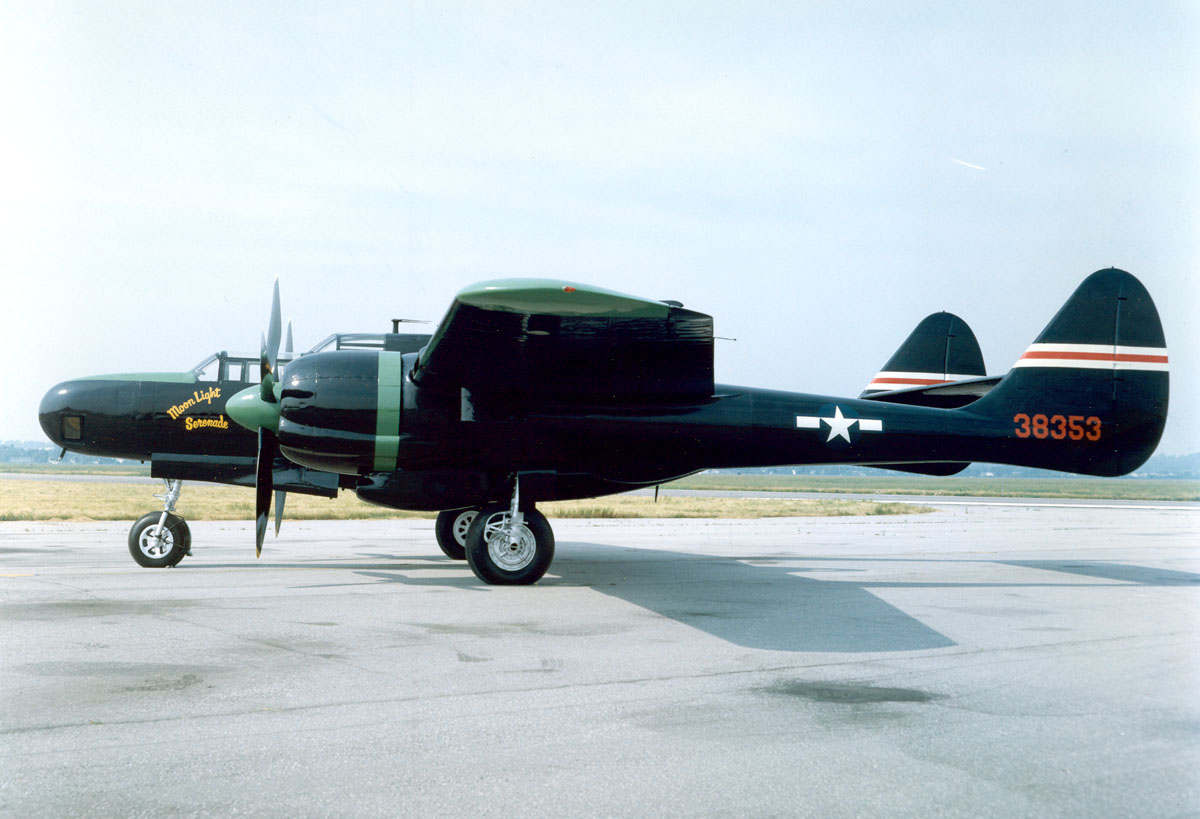
P-61C-1.

- Lockheed XP-58 Chain Lightning
- Kawasaki Ki-102
- Mitsubishi Ki-83
- Bristol Beaufighter
- De Havilland Mosquito
- Boulton Paul P.92
- Gloster F.9/37

### Secuencias de designación
- Secuencia N-_ (interna de Northrop): ← N-5 - N-6 - N-7 - N-8 - N-9 - N-10 - N-12 →
- Secuencia P-_ (Cazas (Pursuit) del USAAC/USAAF/USAF, 1924-1962): ← XP-58 - P-59 - P-60 - P-61/C - XP-62 - P-63 - P-64 →
- Secuencia F_T (Aviones de Caza de la Armada estadounidense, 1922-1962 (Northrop, 1933-1937 y 1944-1962)): FT - F2T
- Secuencia F-_ (Aviones de Reconocimiento del USAAC/USAAF, 1930-1948): ← F-12 - F-13 - F-14 - F-15